# Voyage en Icarie
Voyage en Icarie est un essai publié en 1840 par l'écrivain socialiste utopique français Étienne Cabet : suivant le modèle de la pensée utopiste, Cabet y décrivait une cité idéale nommée Icarie, fonctionnant selon les principes d'une forme de communisme chrétien.

## Un essai politique
Inspiré à la fois par l'Utopia de Thomas More, par les idées de Rousseau, et par son amitié avec le réformateur gallois Robert Owen, Cabet décrit Icarie à travers le récit imaginaire d'un jeune aristocrate anglais visitant une île mystérieuse. Voyages et aventures du Lord Wiliam Carisdall en Icarie est d'abord publié en 1840 en Angleterre anonymement, Cabet craignant d'être arrêté par les autorités françaises. Cette peur se révélant infondée, l'ouvrage est ensuite réédité en France à partir de 1842 sous le titre Voyage en Icarie, cette fois-ci portant le nom de l'auteur. Le succès du livre entraînera quatre autres éditions en huit ans.

## L'idée que se fait Cabet d'une cité idéale
Le héros-explorateur de Cabet découvre sur l'île Icaria une république, établie après qu'un « bon Icar » a renversé un dictateur. Le nouveau régime repose sur des principes égalitaires, où l'argent, la propriété privée, les cours de justice, les polices secrètes et la délinquance n'existent pas. Les ateliers et l'agriculture sont mécanisés et reposent sur les dernières applications scientifiques. Nourriture et vêtements sont fournis gratuitement aux citoyens, chacun « recevant selon ses besoins ». L'éducation est universelle et gratuite pour les deux sexes, et une bibliothèque communautaire rassemble des ouvrages soigneusement choisis. Il n'existe pas de religion d'État, mais les Icariens sont des chrétiens, Cabet considérant les premiers chrétiens comme la première société idéale.

## Tentative de concrétisation des idées de Cabet
À partir de 1847, Cabet et ses disciples préparent une expédition pour monter, aux États-Unis, une communauté icarienne. Le voyage des « Icariens » tourne cependant au désastre, du fait des conditions climatiques, d'une mauvaise organisation et de la difficulté à transposer dans la réalité les idées de Cabet sans tomber dans l'autoritarisme. Cabet lui-même meurt en 1856 dans le Missouri, et la communauté icarienne décline pour disparaître totalement à la fin du XIXe siècle.